# Vogt (feudalismo)

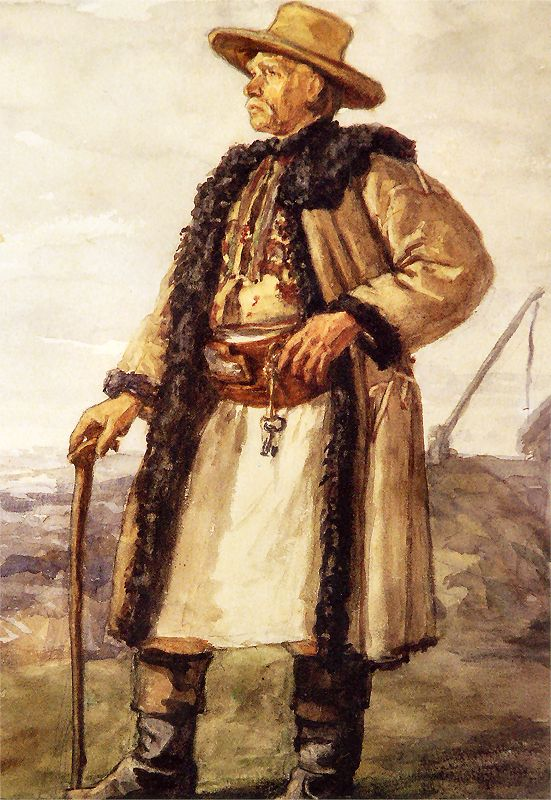
Señor feudal noble.

Un Vogt (del alto alemán antiguo, también Voigt, Voight, Landvoigt o Fauth; plural Vögte; en neerlandés: voogd; en danés: foged; en polaco: wójt; del latín [ad]vocatus) desde el Sacro Imperio Romano Germánico y durante la Edad Media, era un título nobiliario que se asignaba a un señor feudal (procedente en su mayoría de la nobleza) que ejercía la tutela y la protección militar, así como la justicia secular (Blutgericht, por delitos de asesinato, robo, hurto, violaciones, entre otros), en un territorio determinado. Ese territorio de responsabilidad de un Vogt se llamaba Vogtei (de [ad] vocatia). El equivalente en las Islas Británicas era un reeve.